# Jan Hogendijk
Jan Pieter Hogendijk (* 21. Juli 1955 in Leeuwarden) ist ein niederländischer Mathematikhistoriker, der  sich vor allem mit islamischer Mathematik des Mittelalters beschäftigt.

## Leben
Hogendijk wurde 1983 an der Universität Utrecht promoviert. Als Post-Doc war er bis 1985 Visiting Assistant Professor an der Brown University bei David Pingree und 1985/86 Assistant am Institut für Wissenschaftsgeschichte der Johann-Wolfgang-Goethe-Universität Frankfurt am Main. Seit 1986 war er an der Universität Utrecht.
2004 bis 2009 war er Professor für Mathematikgeschichte an der Universität Leiden und ab 2005 Professor für Mathematikgeschichte in Utrecht. Er war auch Adjunct Professor an der King Fahd University in Dhahran und 2008 bis 2010 an der Universität Teheran.
Er befasste sich auch mit Gérard Desargues und dessen Verbindung zu Apollonios von Perge.
1994 war er Invited Speaker auf dem ICM in Zürich (Mathematics in medieval islamic Spain). Seit 2010 ist er Mitglied der Königlich Niederländischen Akademie der Wissenschaften. 1996 bis 1999 war er geschäftsführender Herausgeber der Zeitschrift Historia Mathematica.
2012 erhielt er den ersten Otto Neugebauer Preis in Mathematikgeschichte der European Mathematical Society. In der Laudatio wurde hervorgehoben, dass er mit seinen Arbeiten zeigte, wie die antike griechische Mathematik in der mittelalterlichen arabischen Welt aufgenommen wurde, sich dort entwickelte und schließlich nach Europa weitergegeben wurde.

## Schriften (Auswahl)
als Autor
- Ibn al Haytham´s completion of the Conics (Sources in the history of mathematics and physical sciences; Bd. 7). Springer, Berlin 1985, ISBN 3-540-96013-9 (zugl. Dissertation, Universität Utrecht 1983; mit Übersetzung).

als Herausgeber
- The enterprise of Science in Islam. New Perspectives. MIT Press, Cambridge, Mass. 2003, ISBN 0-262-19482-1 (zusammen mit Abdelhamid I. Sabra).
- Studies in the History of the Exact Sciences in Honour of David Pingree (Islamic philosophy, theology and science; Bd. 54). Brill, Leiden 2003, ISBN 90-04-13202-3 (zusammen mit Charles Burnett, Kim Plofker und Michio Yano).